# Creu de Terme de Balenyà
La Creu de Terme de Balenyà és una creu de terme barroca de finals del segle xvii situada a l'entrada frontal de l'antiga sagrera de Sant Fructuós de Balenyà (Osona). És una obra inclosa a l'Inventari del Patrimoni Arquitectònic de Catalunya.

## Descripció
Creu de terme de dimensions normals, situada a uns 20 m davant el santuari de l'Ajuda. Consta de tres bases de pedra amb forma octogonal que van disminuint proporcionalment a mesura que prenen alçada. Una petita columneta sosté la barra de pedra damunt la qual hi trobem la creu amb motius abarrocats.
És una creu de dues parts, injectada en plom i subjectada al màstil amb una ànima de ferro (ara d'alumini). Aquest tipus d'injeccions és similar al de les construccions romanes. La creu, que fins fa poc es trobava en molt mal estat, ha estat restaurada recentment. La peça superior de la creu està coronada per un Crist i una verge a banda i banda. La verge va poder ser restaurada completament però el Crist va haver de deixar-se sense cames.

## Història
Està datada a l'any 1695, poc després de la restauració i reparació de l'església, saquejada i incendiada pels francesos l'any 1654.
Es pensa que aquesta creu va reemplaçar-ne una d'anterior i que va ser feta al mateix temps que els ornaments de la portalada de l'església. Sembla que la creu va passar el seu pitjor moment durant la guerra civil espanyola, quan va ser tirada a terra mitjançant la força d'animals de tir. Va caure a terra per la part del crist i d'aquí el seu mal estat.